# Ariovistus

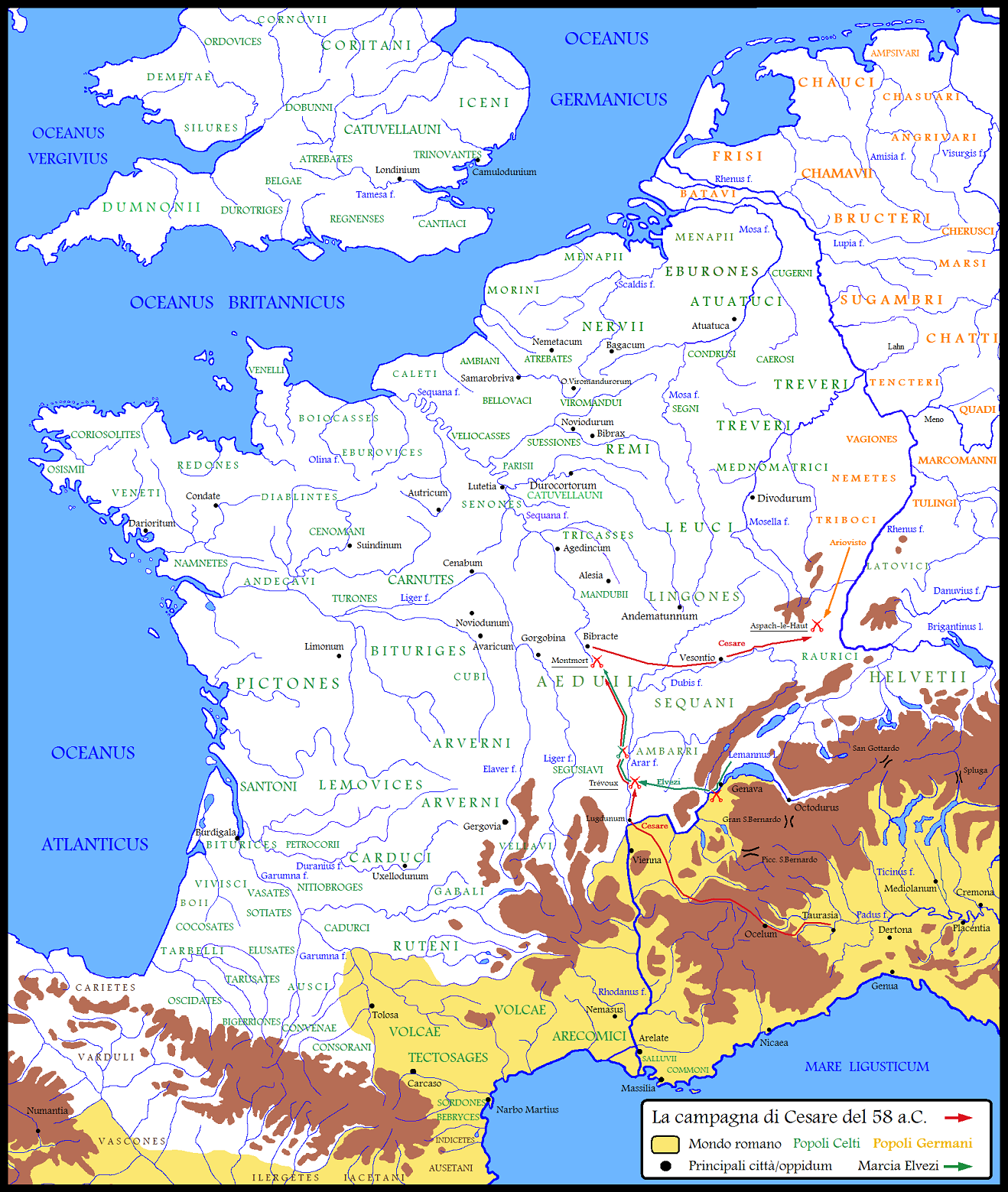
Tažení Julia Caesara Galií v roce 58 př. n. l. a místo bitvy u Vogéz

Ariovistus (1. století př. n. l. - 54 př. n. l.?) byl král germánského kmene Svébů a vůdce dalších spojeneckých západogermánských národů v období galských válek. V roce 61. př. n. l. ve snaze získat nová teritoria, obsadil území severní Galie, západně od řeky Rýn, což vyvolalo nenávist Galů. Galové proto požádali o pomoc Juliua Caesara, který v roce 58 př. n. l. Ariovista porazil v bitvě u Vogéz nedaleko dnešního města Mylhúzy a donutil Germány k ústupu zpět přes řeku Rýn do Germánie. Ariovistovi se podařilo uprchnout, ale nedlouho poté pravděpodobně zemřel.

## Životopis
O událostech i o jeho životě se dochovaly informace v Zápiscích o válce gálské, jejichž autorem je Julius Caesar. Toto dílo bylo napsáno v er–formě, čímž chtěl Caesar dosáhnout zdánlivé objektivnosti, ale pozdější historikové, zejména Cassius Dio a Plútarchos objektivitu tohoto díla popírali. O mládí Ariovista se nedochovaly žádné informace. V roce 61 př. n. l. Ariovistus společně s galskými kmeny Arvernů a Sequanů v bitvě u Magerobrigy porazil galský kmen Aedů. Po této bitvě získal velkou moc a prohlásil se králem. Následně se s germánskými kmeny usadil na území Galie v dnešním Alsasku a místní galské kmeny si podmanil. Sequanové se usadili v údolí řeky Doubs a Avernové na severovýchodě francouzského středohoří.
Aeduové byli spojenci Říma a tak si stěžovali Římanům na jeho krutost a nadvládu, přesto římský senát v roce 59 př. n. l. uznal Ariovista jako krále a přítele Říma. Tím jak jeho moc rostla, tak se rozhodl Sequany vypudit ze strategického údolí řeky Doubs a osídlit je novými germánskými osadníky. Následně požadoval další galské území pro kmen Charudů, kteří byli jeho spojenci. Postupně obsadil oppidum Vesontio a i další území západně od Alsaska bylo pod jeho kontrolou. Až na žádost Diviciaca vyzval Julius Caesar Ariovista, aby se dostavil na konferenci. Ariovistus toto předvolání odmítl na základě toho, že jestli chce Caesar s ním mluvit, měl by přijít on k němu. Caesar proto poslal vyslance s podmínkami, které Ariovistus odmítl splnit a na dobytá území si činil nárok, jako právo dobyvatele. Také se chlubil germánskou neporazitelností, ale přecenil sílu své pozice. Věřil, že když ho římský senát prohlásil za krále a přítele, tak je Římu rovný a nevěřil, že by ho Caesar napadl. Ve stejné době, kdy Caesar obdržel Ariovistovu zprávu, tak získal i informace o tom, že 100 jednotek Charudů pod vedením bratrů Nasua a Cimberia se chystají překročit řeku Rýn a obsadit další území v Galii, což ohrožovalo římské zájmy v Galii. V reakci na tyto germánské provokace se Julius Caesar rozhodl zmobilizovat své legie.

## Bitva
Julius Caesar nebyl v té době daleko, pravděpodobně v blízkosti Bibracte, kde porazil kmen Helvéců a kmen Bójů, proto okamžitě začal pochodovat směrem k údolí řeky Saôny. Ariovistus vybral jako klíčové strategické místo oppidum Vesontio v údolí řeky Doubs a vydal se k němu, ale Caesar tam dorazil první a udělal si zde hlavní základnu. Ariovistus se pravděpodobně dozvěděl o římské přítomnosti ve Vesontiu, protože přestal mít zájem o toto oppidium, přestal postupovat vstříc Caesarovi a vyčkával pod Vogézami nedaleko dnešního města Mylhúzy. Proto Caesar s pomocí Diviciaca pokračoval dál k Rýnu, nejprve k Belfortu a následně k Mylhúzám. Jeho legie se pohybovaly po otevřené krajině západně od řeky Doubs přes pozemky keltských spojenců. Bylo to bezpečnější, protože je pravděpodobné, že v té době od oppidia Vesontiem směrem k Belfortu a Mylhúzám v horském pásmu Vogézy nebyly žádné římské silnice. Po příchodu Caesara vyslal Ariovistus do jeho tábora vyslance, kteří sjednali schůzku. Bylo ujednáno, že se setkají na kopci mezi tábory, doprovázeni pouze kavalérií. Julius Caesar do koní posadil vojáky z X. legie. Legionáři mezi sebou vtipkovali, že Caesar povýšil X. legii do jezdeckého stavu. Následně došlo k setkání na vysokém kopci mezi tábory pouze s doprovodem. Oba prezentovali a obhajovali své pohledy a názory. Caesar se soustředil na římskou politiku. Ariovistus se snažil tvrdit, že Aeduové napadli jeho kmen a nikoliv naopak. Ariovistus označil oficiální římské přátelství za podvod a prohlásil, že by mohl získat opravdové přátelství mnoha vlivných Římanů, kdyby Caesara zabil. Caesar musel nakonec se svými tělesnými strážci uniknout, protože germánská kavalérie se snažila vyvolat bitku. Příští den Ariovistus pozval Caesara na další jednání. Caesar nedůvěřoval a tak poslal dva mladší důstojníky, Gaia Valeria Procilla a Marca Mettia, kteří byli Ariovistem zajatí a odvlečení v řetězech.
V římských legiích byla vojenská disciplína a organizovanost, zatímco germánské kmeny tvořili různé etnické skupiny Charudů, Markomanů, Triboků, Vangionů, Nemétů a Svébů. Ariovistus si toho byl vědom a tak v následujících několika dnech došlo mezi oběma tábory jen k drobným potyčkám. Julius Caesar ve svých spisech tvrdil, že germánská strana neútočila v plné síle, protože jejich moudré ženy věštily, že by se neměly účastnit bitvy před novým měsícem. Caesar nakonec zaútočil na nejslabší část germánského postavení. Germáni na to reagovali tak rychle, že Římané proti nim nestačili ani odhodit pilum a ihned museli přejít na boj muže proti muži. Římané byli úspěšnější a tak se Germáni stočili do falangy a začali tlačit Římany zpět. Důstojník kavalérie Publius Licinius Crassus měl výhodné postavení a pochopil co se děje. Z vlastního podnětu nařídil pěchotě v záloze k útoku. Germánské postavení bylo rychle rozbito a Germáni se dali na útěk k Rýnu, který byl vzdálený přibližně 20 kilometrů. Některým Germánům, včetně samotného Ariovista, se podařilo uprchnout a lodí přeplout nebo přeplavat na druhý břeh řeky Rýn. Zbývající Germáni byli dostižení a zabití římskou jízdou, včetně obou Ariovistových žen a jedné z jeho dcer. Druhá dcera padla do římského zajetí. Oba Caesarovi vyslanci byli osvobození bez úhony. Později Caesara informovali o Germánech, kteří v jejich přítomnosti diskutovali.

## Po bitvě
Další Svébové, kteří plánovali překročit Rýn a vstoupit do Galie, se vrátili zpět do vnitrozemí Germánie. Po bitvě se germánští spojenci Ariovista od Svébů distancovali a následně si kupovali od Římanů mír tím, že se zavázali postavit se proti Svébům a případně na ně zaútočit. Za pouhých pár dnů byla Svébům znemožněna jakákoliv možnost se vrátit k Rýnu a tak se uchýlili snad na území Schwarzwaldu. Ariovistovi se podařilo uniknout, ale je nepravděpodobné, že si zachoval vedoucí postavení mezi Svéby. Když byli Usipetové a Tencterové v roce 55 př. n. l. vyhnáni z území Svébů, tak o Ariovistovi nepřinesli žádné zprávy. Koncem roku 54 př. n. l. byl pravděpodobně již mrtvý. Jeho úmrtí způsobili rozhořčení Germáni. Jak zemřel není známo. Tacitus poznamenal, že uprchlíci, kteří v bitvě opustili svůj kmen, byli mezi Germány považováni za hanebné zrádce a dezertéry, tací byli většinou pověšení a zbabělci utopení.